# 松原九郎

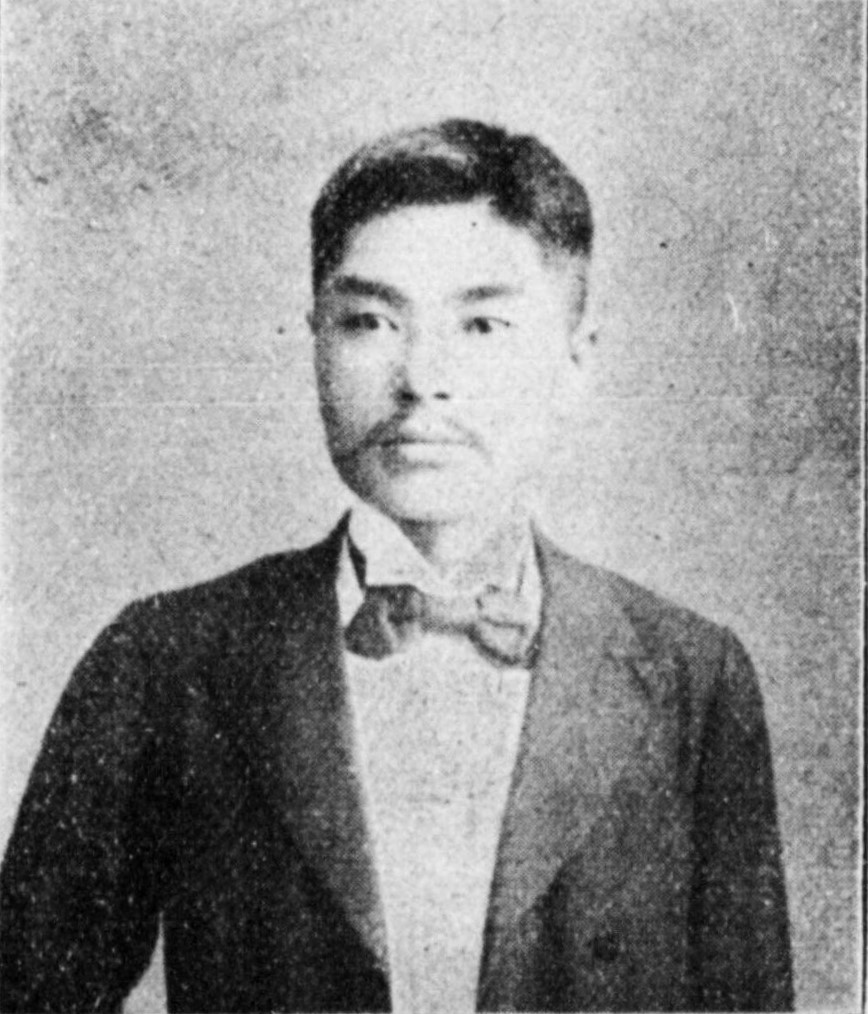
松原九郎

松原 九郎（まつばら くろう、1865年6月3日（慶応元年5月10日） - 1920年（大正9年）11月14日）は、明治から大正時代の政治家。実業家。衆議院議員。幼名は富次郎。

## 経歴
美濃国池田郡、のちの岐阜県揖斐郡本郷村（温知村を経て現池田町）出身。松原芳太郎の弟として生まれ、のち分家し1892年（明治25年）7月、旧名を今の名に改める。1890年（明治23年）東京専門学校英語法律科卒業。のち国民英学会に学んだ。
農業を営み、岐阜県会議員、本郷村会議員、郡農会、岐阜県昆虫学会各名誉会員、大垣共立銀行、大垣貯蓄銀行各取締役を歴任した。
1902年（明治35年）8月の第7回衆議院議員総選挙では岐阜県郡部から出馬し当選。その後、第9回総選挙まで連続当選し衆議院議員を通算3期務めた。

## 親族
- 兄：松原芳太郎（衆議院議員、貴族院多額納税者議員）[4]